# Lekkoatletyka na Letnich Igrzyskach Olimpijskich 2016 – rzut młotem kobiet
Rywalizacja w rzucie młotem kobiet na Letnich Igrzyskach Olimpijskich 2016 została rozegrana 12 i 15 sierpnia.
Obrońcą tytułu była Polka Anita Włodarczyk, która w Londynie rzuciła 77,60 m.
W eliminacjach wzięły udział 32 zawodniczki, do finału awansowało 12 spośród nich.

## Terminarz
Wszystkie godziny podane są w czasie brazylijskim (UTC-03:00) oraz polskim (CEST).
| Data             | Godzina rozpoczęcia | Godzina rozpoczęcia |                      |
| Data             | UTC-03:00           | CEST                |                      |
| ---------------- | ------------------- | ------------------- | -------------------- |
| 12 sierpnia 2016 | 20:40               | 0:40                | Eliminacje – grupa A |
| 12 sierpnia 2016 | 22:10               | 3:10                | Eliminacje – grupa B |
| 15 sierpnia 2016 | 10:40               | 15:40               | Finał                |

## Rekordy
Tabela uwzględnia rekordy uzyskane przed rozpoczęciem rywalizacji.
|                   | Zawodniczka      | Wynik | Miejsce  | Data                  |
| ----------------- | ---------------- | ----- | -------- | --------------------- |
| Rekord świata     | Anita Włodarczyk | 81,08 | Cetniewo | 1 sierpnia 2015(dts)  |
| Rekord olimpijski | Tatjana Łysienko | 78,18 | Londyn   | 10 sierpnia 2012(dts) |

## Wyniki

### Eliminacje
| Pozycja | Grupa | Zawodniczka          | Reprezentacja     | Wynik | Uwagi |
| ------- | ----- | -------------------- | ----------------- | ----- | ----- |
| 1.      | A     | Anita Włodarczyk     | Polska            | 76,93 | Q     |
| 2.      | B     | Zhang Wenxiu         | Chiny             | 73,58 | Q     |
| 3.      | A     | Rosa Rodríguez       | Wenezuela         | 72,41 | Q, SB |
| 4.      | B     | Joanna Fiodorow      | Polska            | 71,77 | q     |
| 5.      | A     | Zalina Marghieva     | Mołdawia          | 71,72 | q     |
| 6.      | B     | Betty Heidler        | Niemcy            | 71,17 | q     |
| 7.      | B     | Hanna Małyszyk       | Białoruś          | 71,12 | q     |
| 8.      | B     | Amber Campbell       | Stany Zjednoczone | 71,09 | q     |
| 9.      | A     | DeAnna Price         | Stany Zjednoczone | 70,79 | q     |
| 10.     | A     | Wang Zheng           | Chiny             | 70,60 | q     |
| 11.     | B     | Sophie Hitchon       | Wielka Brytania   | 70,37 | q     |
| 12.     | A     | Alexandra Tavernier  | Francja           | 70,30 | q     |
| 13.     | B     | Hanna Skydan         | Azerbejdżan       | 70,09 |       |
| 14.     | A     | Gwen Berry           | Stany Zjednoczone | 69,90 |       |
| 15.     | B     | Malwina Kopron       | Polska            | 69,69 |       |
| 16.     | A     | Liu Tingting         | Chiny             | 69,14 |       |
| 17.     | A     | Kateřina Šafránková  | Czechy            | 68,33 |       |
| 18.     | B     | Kathrin Klaas        | Niemcy            | 67,92 |       |
| 19.     | A     | Martina Hrašnová     | Słowacja          | 67,63 |       |
| 20.     | A     | Alena Sobalewa       | Białoruś          | 67,06 |       |
| 21.     | B     | Tuğçe Şahutoğlu      | Turcja            | 67,05 |       |
| 22.     | A     | Iryna Nowożyłowa     | Ukraina           | 66,70 |       |
| 23.     | A     | Heather Steacy       | Kanada            | 66,01 |       |
| 24.     | B     | Marina Nichișenco    | Mołdawia          | 65,19 |       |
| 25.     | B     | Amy Sène             | Senegal           | 64,83 |       |
| 26.     | A     | Kıvılcım Kaya        | Turcja            | 64,79 |       |
| 27.     | B     | Jennifer Dahlgren    | Argentyna         | 63,03 |       |
| 28.     | B     | Iryna Kłymeć         | Ukraina           | 62,75 |       |
| 29.     | A     | Charlene Woitha      | Niemcy            | 62,50 |       |
| 30.     | A     | Daina Levy           | Jamajka           | 60,35 |       |
| 31.     | B     | Natalija Zołotuchina | Ukraina           | 59,96 |       |
| 32.     | B     | Yirisleydi Ford      | Kuba              | 10,91 |       |

### Finał
| Pozycja | Zawodniczka         | Reprezentacja     | Wyniki | Wyniki | Wyniki | Wyniki | Wyniki | Wyniki | Najlepszy rezultat | Uwagi   |
| Pozycja | Zawodniczka         | Reprezentacja     | 1      | 2      | 3      | 4      | 5      | 6      | Najlepszy rezultat | Uwagi   |
| ------- | ------------------- | ----------------- | ------ | ------ | ------ | ------ | ------ | ------ | ------------------ | ------- |
| 01. !   | Anita Włodarczyk    | Polska            | 76,35  | 80,40  | 82,29  | ✕      | 81,74  | 79,60  | 82,29              | WR · OR |
| 02. !   | Zhang Wenxiu        | Chiny             | 75,06  | 74,04  | 76,19  | 74,65  | 76,75  | 70,93  | 76,75              | SB      |
| 03. !   | Sophie Hitchon      | Wielka Brytania   | ✕      | 73,29  | 71,73  | 72,28  | 72,89  | 74,54  | 74,54              | NR      |
| 4.      | Betty Heidler       | Niemcy            | 71,38  | 69,24  | 69,84  | 72,71  | 73,71  | ✕      | 73,71              |         |
| 5.      | Zalina Marghieva    | Mołdawia          | 69,01  | ✕      | 72,38  | 73,50  | 72,96  | 70,24  | 73,50              |         |
| 6.      | Amber Campbell      | Stany Zjednoczone | 68,18  | 68,85  | 70,20  | 70,57  | 72,74  | 71,09  | 72,74              |         |
| 7.      | Hanna Małyszyk      | Białoruś          | 66,58  | ✕      | 70,38  | 70,60  | 69,68  | 71,90  | 71,90              |         |
| 8.      | DeAnna Price        | Stany Zjednoczone | 68,12  | ✕      | 70,95  | ✕      | 61,95  | 69,18  | 70,95              |         |
| 9.      | Joanna Fiodorow     | Polska            | 69,87  | ✕      | 68,63  | NQ     | NQ     | NQ     | 69,87              |         |
| 10.     | Rosa Rodríguez      | Wenezuela         | 67,94  | 66,87  | 69,26  | NQ     | NQ     | NQ     | 69,26              |         |
| 11.     | Alexandra Tavernier | Francja           | ✕      | 65,18  | ✕      | NQ     | NQ     | NQ     | 65,18              |         |
| 11.     | Wang Zheng          | Chiny             | ✕      | ✕      | ✕      | NQ     | NQ     | NQ     | NM                 |         |